# Grotte de glace de Dobšiná
La grotte de glace de Dobšiná (en slovaque : Dobšinská ľadová jaskyňa) est une glacière naturelle située près de Dobšiná en Slovaquie. C'est la plus grande grotte remplie de glace du pays. Découverte en 1870 et accessible au public depuis 1881, sa température moyenne annuelle est de −1 °C.

## Protection
La grotte de glace de Dobšiná est classée patrimoine mondial par l'UNESCO depuis 2000 comme faisant partie des Grottes du karst d'Aggtelek et du karst de Slovaquie.